# 鈴木信吾 (画家)
鈴木 信吾（すずき しんご、1944年5月19日 - 1993年7月4日）は、日本の画家・版画家。満洲国奉天省奉天市生まれ、東京都荒川区育ち。古い銅版画の技法の一つであるスティプル・エングレーヴィングを復活させ、美術史上初めてこの技法のみで構成された版画作品を作り上げた。

## 技法
油絵や木版画、銅版画ではエッチングやメゾチントなどの作品があるが、晩年は銅板に直接点刻を行うスティプル・エングレーヴィングに心血を注いでいた。スティプル・エングレーヴィングを一部に使用している作品や手彩色で補強している作品はジュリオ・カンパニョーラやピエール＝ジョゼフ・ルドゥーテなど数多く存在するが、この技法だけで構成された作品を遺しているのは鈴木が世界初である。
スティプル（スティップル）とは点刻のことで、スティプルによるエッチング作品はほかの作家に数多く存在する。エッチングは防食処理を施した銅板の表面を針で削るだけだが、直接銅板を彫らなければならないエングレービング（エングレーヴィング）を点刻で行うには相当の体力と忍耐を必要とする。
日本の版画史においてメゾチント（マニエール・ノワール）を復元した長谷川潔 、カラーメゾチントの浜口陽三と並び称されて、スティプル・エングレーヴィングの鈴木信吾として評価される。

## 年譜
- 1944年（昭和19年）0歳　満洲国奉天省奉天市鉄西区（現在の中華人民共和国遼寧省瀋陽市鉄西区）に生まれる
- 1946年（昭和21年）2歳　家族とともに満洲から引き揚げ。東京都杉並区で1年間過ごした後、翌年から同荒川区に在住する
- 1963年（昭和38年）19歳　早稲田高等学校卒業
- 1965年（昭和40年）21歳　第39回国展入選
- 1966年（昭和41年）22歳　立教大学経済学部卒業。サパンヌ美術クラブに所属
- 1968年（昭和43年）24歳　東京・シロタ画廊で個展（油絵）
- 1970年（昭和45年）26歳　日本美術家連盟版画工房にて銅版画の制作
- 1971年（昭和46年）27歳　シロタ画廊で個展（銅版画）
- 1972年（昭和47年）28歳　第40回版画協会賞受賞。第3回版画グランプリ展。第6回現代美術選抜展
- 1973年（昭和48年）29歳　渡仏。画家・平賀敬の留守宅に3カ月住み、シルクスクリーン、油絵の制作をはじめる
- 1975年（昭和50年）31歳　ガレリアグラフィカで個展
- 1976年（昭和51年）32歳　オスタンド市ヨーロッパ絵画賞展（ベルギー）にて銅メダル受賞
- 1977年（昭和52年）33歳　国際ミニアチュール展（アメリカ）木版画が入選
- 1978年（昭和53年）34歳　現代版画展。パリ国立図書館（フランス）
- 1979年（昭和54年）35歳　7年ぶりに帰国し、再び東京都荒川区に在住する
- 1981年（昭和56年）37歳　国際ミニアチュール展（アメリカ）に出品。ガレリア・グラフィカで個展。この年東京都葛飾区に転居する
- 1982年（昭和57年）38歳　第2回韓国国際ミニアチュール展。第１回日動画廊版画ミニヨン展、以後毎年出品
- 1983年（昭和58年）39歳　ガレリア・グラフィカで個展。長岡市中央図書館にて版画買上
- 1984年（昭和59年）40歳　新潟・羊画廊で個展。第一回版画日動展、以後毎年出品
- 1985年（昭和60年）41歳　国際メゾチント・コンペティション（アメリカ）に出品。この年埼玉県越谷市に転居し、以後死没時まで同市に在住する
- 1986年（昭和61年）42歳　ガレリア・グラフィカで個展
- 1987年（昭和62年）43歳　ビエラ国際版画展招待出品（イタリア）
- 1988年（昭和63年）44歳　前橋・セントポールギャラリー
- 1989年（平成1年）45歳　東京銀座・養清堂リフレクションギャラリー「エングレイヴァーたち展」。ブリストル国際ミニアチュール版画展（イギリス）
- 1990年（平成2年）46歳　ミヤコ版画賞展で、ミヤコ賞受賞。ガレリア・グラフィカで個展
- 1991年（平成3年）47歳　横浜・彩林画廊、千葉・銀鈴社、前橋・セントポールギャラリー、名古屋・4 Cats、大阪・都画廊で個展
- 1992年（平成4年）48歳　東京・ギャラリーWIZで個展
- 1993年（平成5年）49歳　脳腫瘍による呼吸不全で死去
- 1994年（平成6年）　名古屋・審美堂で個展
- 1995年（平成7年）　ガレリア・グラフィカで『全版画作品集』出版記念を兼ねた遺作展を開催
- 2004年（平成16年）　東京・ギャラリー日比谷で個展
- 2012年（平成24年）　東京・ギャラリー日比谷で個展
- 2013年（平成25年）　東京・ギャラリー日比谷で個展。町田市立国際版画美術館「静かな詩情　銅版画の色と光展」

## 主な作品
- 『サンマルタン運河シリーズⅠ』 1981年 メゾチント
- 『東京の坂シリーズⅠ　目白台』 1983年 メゾチント
- 『五月の小箱』 1987年 スティプル・エングレーヴィング
- 『dé ja vu』 1989年 スティプル・エングレーヴィング

## 関連書

### 画集
- 『鈴木信吾全版画作品集　SHINGO SUZUKI 1944-1993』 鈴木信吾全版画作品集刊行委員会 1995年

### 評伝
- 『版画芸術38』 阿部出版 1982年
- 『版画芸術39』 阿部出版 1982年
- 『版画芸術43』 阿部出版 1983年
- 『版画芸術59』 阿部出版 1988年
- 『版画芸術78』 阿部出版 1992年

### 挿絵・絵本
- 『願望をゼッタイかなえる信念の魔術』 KKロングセラーズ 1982年
- 『世界 第459号 1984年2月』 岩波書店 1984年
- 『世界 第468号 1984年11月』 岩波書店 1984年
- 『世界 第481号 1985年11月』 岩波書店 1985年
- 『世界 第492号 1986年9月』 岩波書店 1986年
- 『世界 第504号 1987年8月』 岩波書店 1987年
- 『世界 第525号 1989年3月』 岩波書店 1989年
- 『世界 第537号 1990年2月』 岩波書店 1990年
- 『世界 第551号 1991年3月』 岩波書店 1991年
- 『世界 第565号 1992年3月』 岩波書店 1992年